# Ізвор-Махала
Ізво́р-Махала́ (болг. Извор махала) — село у Видинській області Болгарії. Входить до складу общини Кула.

## Населення
За даними перепису населення 2011 року у селі проживали 98 осіб, усі — болгари.
Розподіл населення за віком у 2011 році:
Динаміка населення: